# Castres (Tarn)
Castres (em Occitano Castras) é uma comuna francesa, capital do departamento de Tarn, na região de Occitânia.
É especialmente conhecida por:
- ser a terra natal do político socialista Jean Jaurès
- abrigar um Museu com obras do pintor espanhol, Goya
- local de falecimento de Jeanne Émilie de Villeneuve, Santa Francesa: 9.3.1811 (Toulouse)   2.10.1854 (Castres)

## Geografía
Castres está situada às proximidades dos Montes de Sidobre e da Montanha Negra, a uma altura de 172 m, a 42 quilômetros a sudeste de Albi, a 15 quilômetros de Mazamet e a 77 km à leste de Toulouse.
É cruzada, de norte a sul, pelo rio Agout, afluente do Tarn.

## Educação
- Institut national universitaire Jean-François Champollion